# Vince Grimes
Vince Grimes (sinh ngày 13 tháng 5 năm 1954) là một cựu cầu thủ bóng đá người Anh từng thi đấu ở vị trí tiền vệ.

## Sự nghiệp
Sinh ra ở Scunthorpe, Grimes thi đấu cho Hull City, Bradford City, Scunthorpe United và Grantham.